# آرمنتيير
 آرمنتيير ، (بالفرنسية: Armentières)‏، نطق (نطق:aɑ̃mɑ̃tjɛːʁ)، (الهولندية: Armentiers)، هي بلدية فرنسية في إقليم نورد، في منطقة أوت دو فرانس، في شمال فرنسا. إنه جزء من المجتمع الحضري ليل ميتروبول.

## توأمة
لآرمنتيير اتفاقيات توأمة مع كل من:
- أوسترودة آم هارتس
- ستاليبريدج [الإنجليزية]‏

## أعلام
- داني بون
- هارولد باركر
- جويل هنري
- أميدي فورنييه
- جول فاندورين
- جان موريس فييه